# Hoa hậu Siêu quốc gia
Hoa hậu Siêu quốc gia (tiếng Anh: Miss Supranational) là một cuộc thi sắc đẹp quốc tế diễn ra thường niên nằm trong Big 5 cuộc thi sắc đẹp lớn nhất hành tinh (theo chuyên trang sắc đẹp uy tín nhất trên thế giới Global Beauties bình chọn), được điều hành bởi Hiệp hội sắc đẹp Thế giới (World Beauty Association S.A. - WBA), một tổ chức có trụ sở ở Panama.
Cuộc thi đầu tiên được diễn ra vào năm 2009 tại thành phố Płock, Ba Lan với sự đăng quang của Oksana Moria đến từ Ukraine. Hoa hậu Siêu quốc gia đầu tiên của châu Á là Mutya Johanna Datul đến từ Philippines. Cô đã chiến thắng trong đêm chung kết của cuộc thi vào ngày 6 tháng 9 năm 2013.Cùng với Tứ đại Hoa hậu và Hoa hậu Hòa bình Quốc tế, được coi là 6 cuộc thi sắc đẹp danh giá nhất hành tinh (Big 6).
Đương kim Hoa hậu Siêu quốc gia 2024, cô Harashta Haifa Zahra đến từ Indonesia được trao vương miện vào ngày 6 tháng 7 năm 2023 tại Nowy Sącz, Ba Lan.
Đại diện của Việt Nam nắm giữ thành tích cao nhất ở cuộc thi này là Nguyễn Huỳnh Kim Duyên, cô trở thành Á Hậu 2 năm 2022.

## Lịch sử

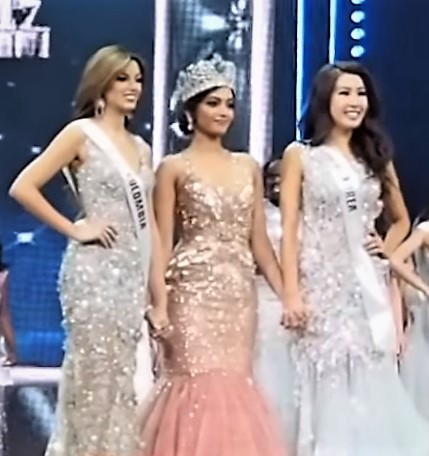
Đêm chung kết Hoa hậu Siêu quốc gia 2017.

Hoa hậu Siêu quốc gia được quản lý bởi World Beauty Association S.A., được thành lập vào năm 2009 tại Panama. Chủ tịch World Beauty Association đầu tiên là Tryny Marcela Yandar Lobón, với Gerhard Parzutka von Lipinski từ Ba Lan là nhà sản xuất điều hành và chủ tịch của công ty sản xuất Nowa Scena.
Parzutka von Lipinski đã được coi là Chủ tịch của Hoa hậu Siêu quốc gia ít nhất là từ năm 2017.
Các cuộc thi Hoa hậu Siêu quốc gia bắt đầu vào năm 2009 và được tổ chức ở Ba Lan, trừ năm 2013 là ở Minsk, Belarus, và năm 2016, được đồng tổ chức với Poprad, Slovakia. Nam vương Siêu quốc gia cũng bắt đầu vào năm 2016, tại Krynica-Zdrój, Ba Lan.
World Beauty Association, có trụ sở tại Hồng Kông, đã tổ chức cuộc thi Hoa hậu Siêu quốc gia 2014 cạnh tranh với cuộc thi gốc ở Ấn Độ mà không thể tổ chức trực tiếp do phản ứng với dịch Ebola ở Tây Phi. Cuộc thi đã trao vương miện cho một ứng cử viên, Jennifer Poleo đến từ Venezuela, theo hình thức trực tuyến, và không có á hậu, và không tổ chức bất kỳ cuộc thi nào tiếp theo.
2 cuộc thi Hoa hậu và Nam vương Siêu quốc gia 2020 đã bị hoãn lại đến năm 2021 do đại dịch COVID-19, với Anntonia Porsild từ Thái Lan và Nate Crnkovich từ Hoa Kỳ vẫn giữ được danh hiệu tương ứng của họ cho đến lúc đó. Năm 2020 là năm đầu tiên các cuộc thi Hoa hậu và Nam vương Siêu quốc gia không được tổ chức kể từ khi bắt đầu.

## Vương miện Hoa hậu Siêu quốc gia

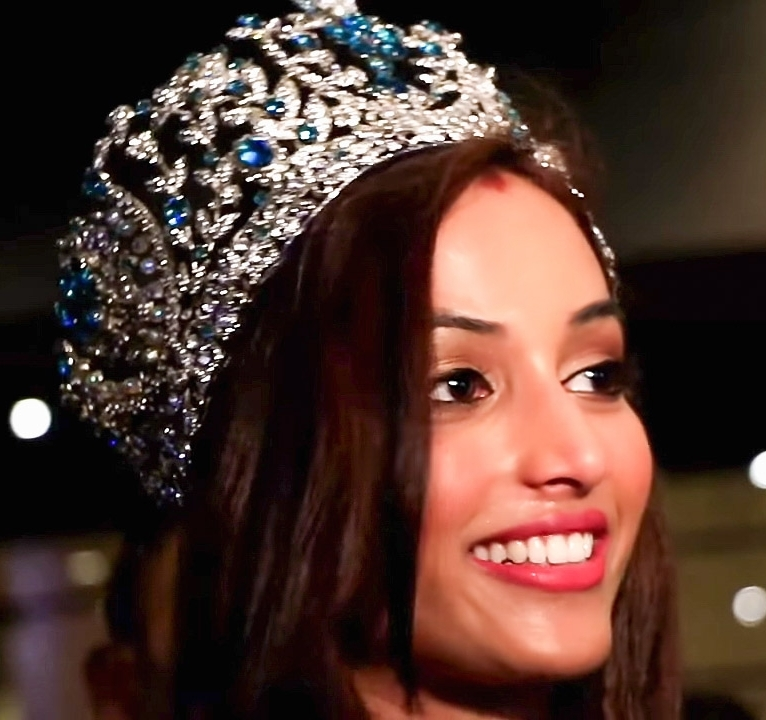
Vương miện trắng xanh

- Vương miện trắng xanh (2009–2021, 2024 - nay) - Vương miện này được thiết kế bởi nhà chế tác kim hoàn và vương miện nổi tiếng, George Wittels đến từ Venezuela.[12] Nó được làm trên nền bạc tốt với nhiều tinh thể trắng, kim cương và ngọc bích màu xanh dịu, với chi phí khoảng 300.000 đô la Mỹ khiến nó trở thành một món đồ có giá trị lớn. Vương miện của Miss Supranational từ lần đầu tiên tổ chức cho đến ngày hôm nay. Ngày nay, nó vẫn giữ nguyên thiết kế, tuy nhiên, qua nhiều năm nó đã trải qua nhiều lần sửa đổi nhưng không làm mất đi kiểu dáng ban đầu. Trong số các đặc điểm quan trọng nhất là hình dạng đối xứng của nó được bao quanh một cách tinh xảo ở tâm điểm và trung tâm của mảnh, một bông hoa sapphire được gắn trên một viên kim cương trắng.[13][14] Vương miện Trắng và Xanh sẽ ngừng sử dụng vào năm 2022 và sẽ được đội lần cuối bởi Chanique Rabe đến từ Namibia, người đã giành chiến thắng vào năm 2021. Vào năm 2024, trong nhiều sự kiện thì vương miện trắng xanh được đội bởi Miss Supranational 2023 - Andrea Aguilera. Sau đó vương miện tiếp tục được sử dụng  và trao lại cho các Miss Supranational kể từ phiên bản Miss Supranational 2024 tới hiện tại.
- Vương miện Hoa hậu Quốc gia (2022 – 2023) – Chiếc vương miện này được thiết kế bởi thợ kim hoàn và nhà sản xuất vương miện nổi tiếng người Venezuela Ricardo Patraca. Chiếc vương miện Miss Supranational thứ hai kể từ chiếc vương miện Blue and White đầu tiên khét tiếng từ năm 2009, đã được công bố trong cuộc thi Miss Supranational lần thứ 13.

## Danh sách Hoa hậu Siêu quốc gia gần đây
| Năm  | Quốc gia                              | Hoa hậu Siêu quốc gia                 | Tuổi                                  | Địa điểm tổ chức                      | Số lượng                              |
| ---- | ------------------------------------- | ------------------------------------- | ------------------------------------- | ------------------------------------- | ------------------------------------- |
| 2025 | Brasil                                | Eduarda Braum                         | 24                                    |                                       | 66                                    |
| 2024 | Indonesia                             | Harashta Haifa Zahra                  | 20                                    | Nowy Sącz, Małopolskie, Ba Lan        | 68                                    |
| 2023 | Ecuador                               | Andrea Aguilera                       | 22                                    | Nowy Sącz, Małopolskie, Ba Lan        | 65                                    |
| 2022 | Nam Phi                               | Lalela Mswane                         | 25                                    | Nowy Sącz, Małopolskie, Ba Lan        | 69                                    |
| 2021 | Namibia                               | Chanique Rabe                         | 24                                    | Nowy Sącz, Małopolskie, Ba Lan        | 58                                    |
| 2020 | Cuộc thi bị hoãn do Đại dịch COVID-19 | Cuộc thi bị hoãn do Đại dịch COVID-19 | Cuộc thi bị hoãn do Đại dịch COVID-19 | Cuộc thi bị hoãn do Đại dịch COVID-19 | Cuộc thi bị hoãn do Đại dịch COVID-19 |
| 2019 | Thái Lan                              | Anntonia Porsild                      | 23                                    | Katowice, Śląskie, Ba Lan             | 77                                    |
| 2018 | Puerto Rico                           | Valeria Vázquez                       | 24                                    | Krynica-Zdrój, Małopolskie, Ba Lan    | 72                                    |
| 2017 | Hàn Quốc                              | Jenny Kim                             | 23                                    | Krynica-Zdrój, Małopolskie, Ba Lan    | 65                                    |
| 2016 | Ấn Độ                                 | Srinidhi Shetty                       | 24                                    | Krynica-Zdrój, Małopolskie, Ba Lan    | 71                                    |
| 2015 | Paraguay                              | Stephania Sofía Vázquez Stegman       | 23                                    | Krynica-Zdrój, Małopolskie, Ba Lan    | 82                                    |
| 2014 | Ấn Độ                                 | Asha Bhat                             | 22                                    | Krynica-Zdrój, Małopolskie, Ba Lan    | 71                                    |

### Bộ sưu tập ảnh các hoa hậu

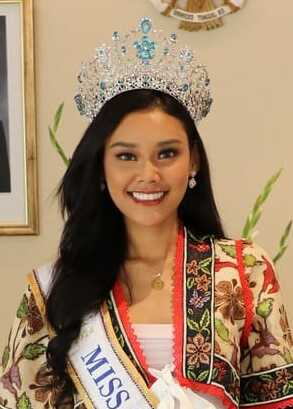
Hoa hậu Siêu quốc gia 2024 Harashta Haifa Zahra, Indonesia
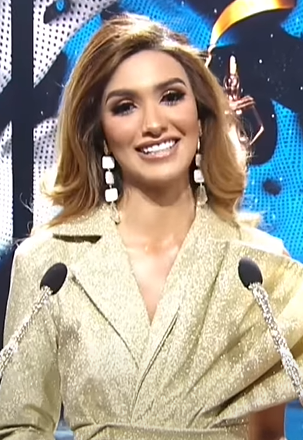
Hoa hậu Siêu quốc gia 2023 Andrea Aguilera, Ecuador
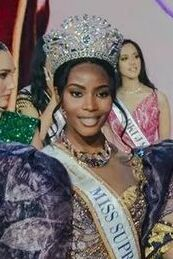
Hoa hậu Siêu quốc gia 2022 Lalela Mswane, Nam Phi
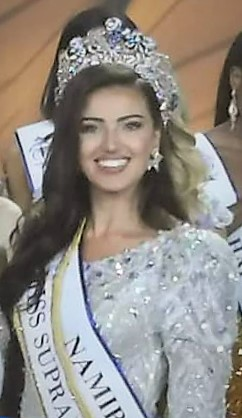
Hoa hậu Siêu quốc gia 2021 Chanique Rabe, Namibia
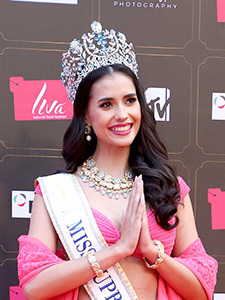
Hoa hậu Siêu quốc gia 2019 Anntonia Porsild, Thái Lan
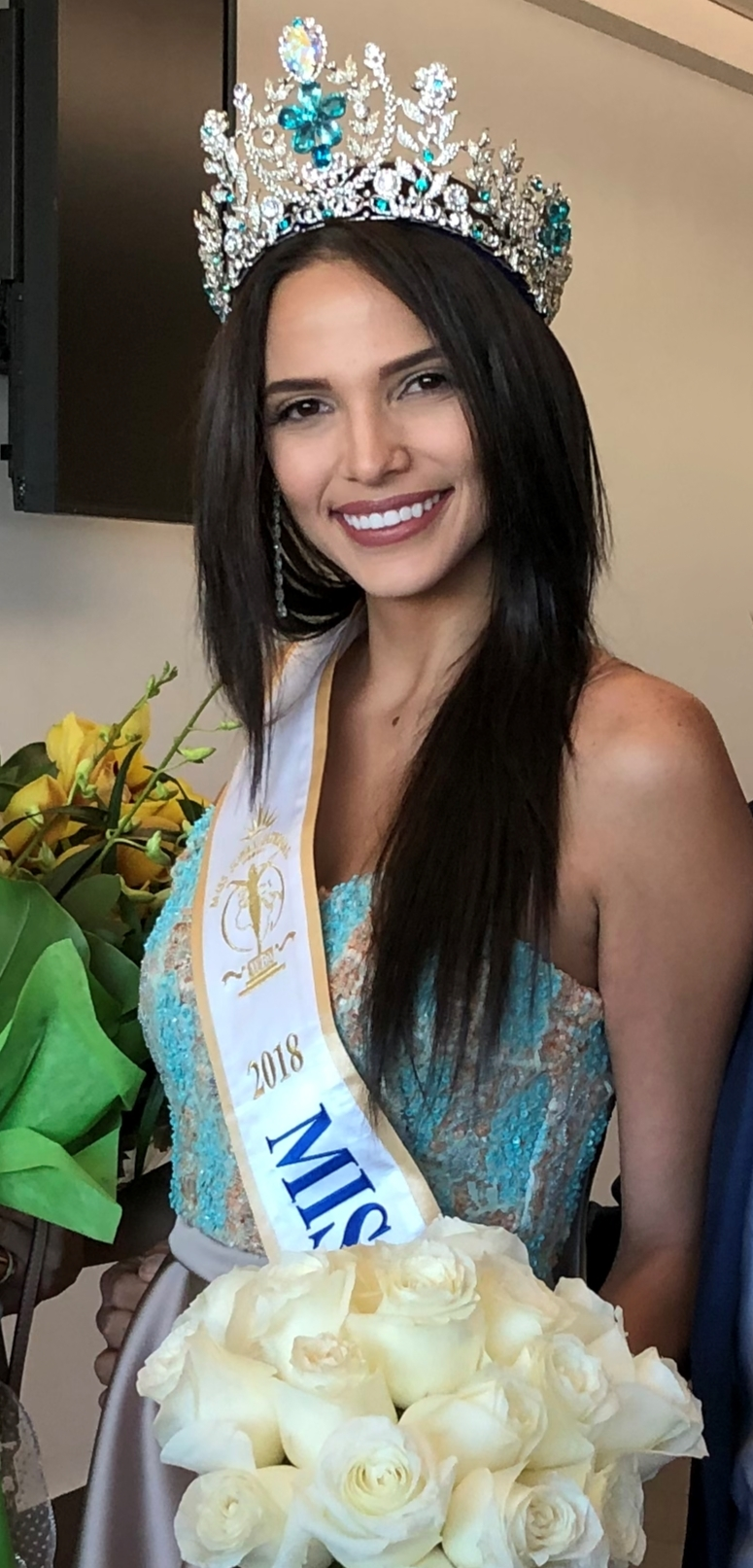
Hoa hậu Siêu quốc gia 2018 Valeria Vazque, Puerto Rico
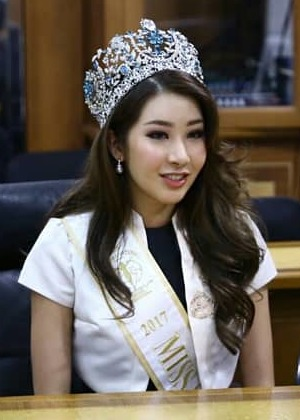
Hoa hậu Siêu quốc gia 2017 Jenny Kim, Hàn Quốc
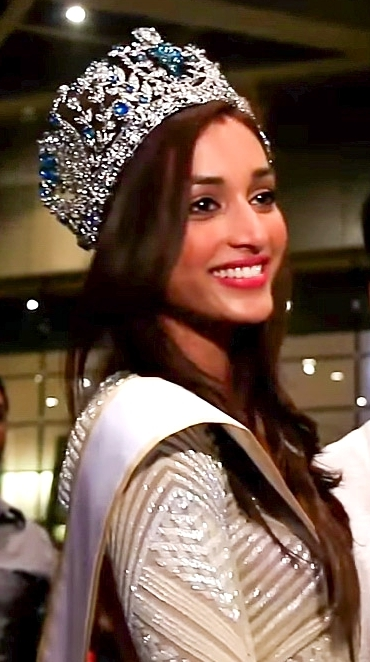
Hoa hậu Siêu quốc gia 2016 Srinidhi Shetty, Ấn Độ
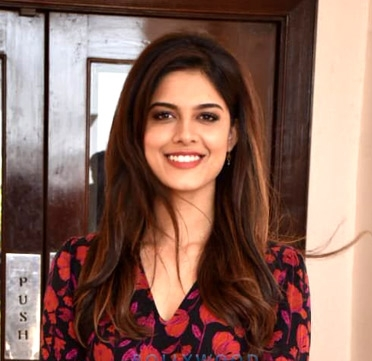
Hoa hậu Siêu quốc gia 2014 Asha Bhat, Ấn Độ
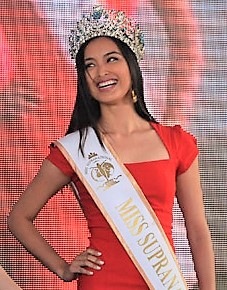
Hoa hậu Siêu quốc gia 2013 Mutya Datul, Philippines
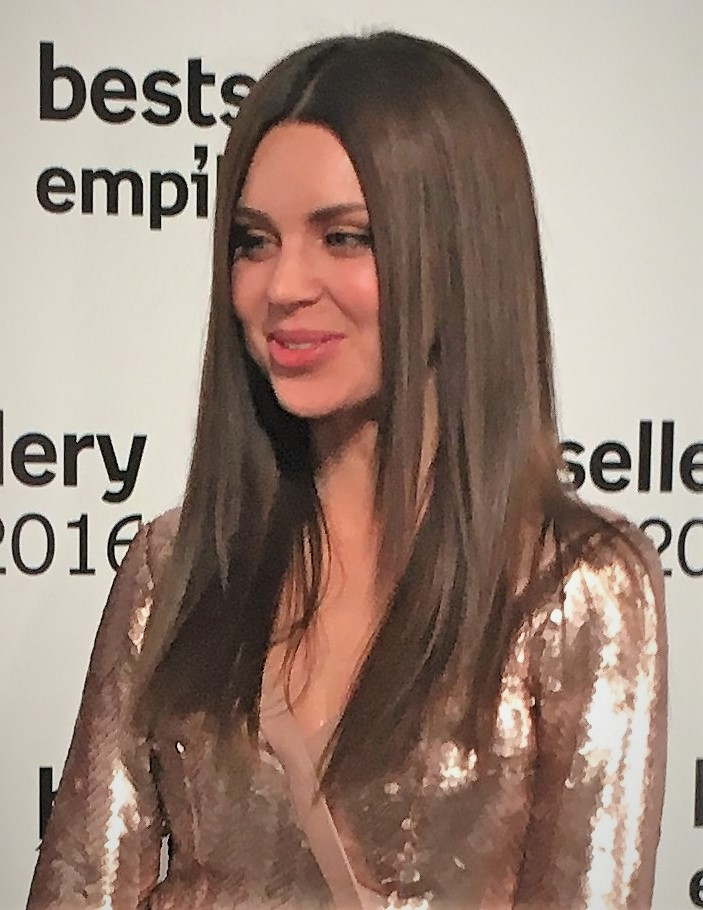
Hoa hậu Siêu quốc gia 2011 Monika Lewczuk, Ba Lan
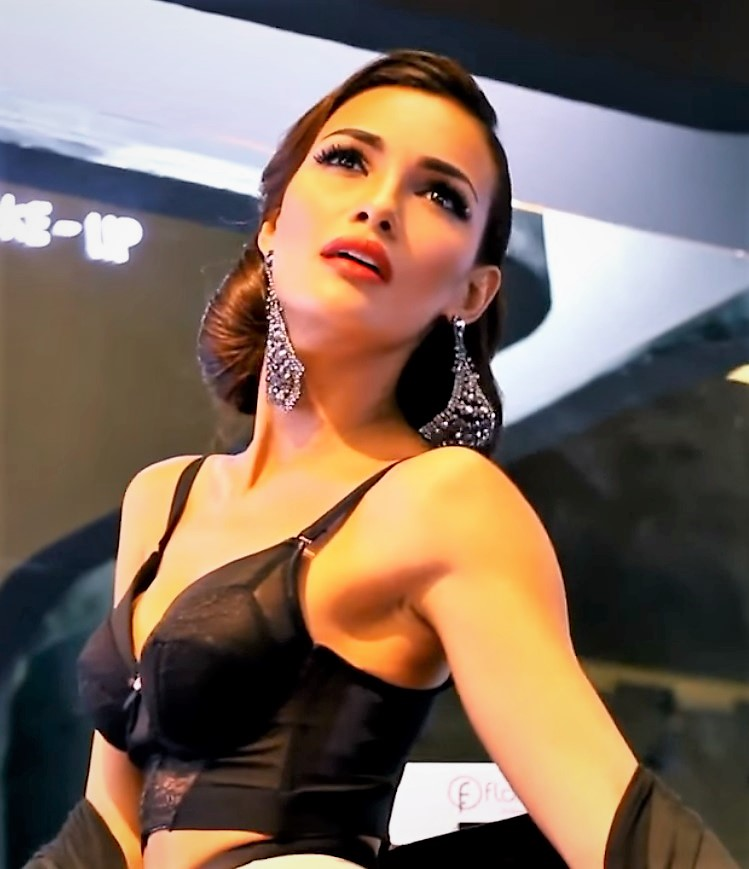
Hoa hậu Siêu quốc gia 2010 Karina Pinilla, Panama

## Thành tích các quốc gia và vùng lãnh thổ tại Hoa hậu Siêu quốc gia

### Số lần chiến thắng của các quốc gia/lãnh thổ

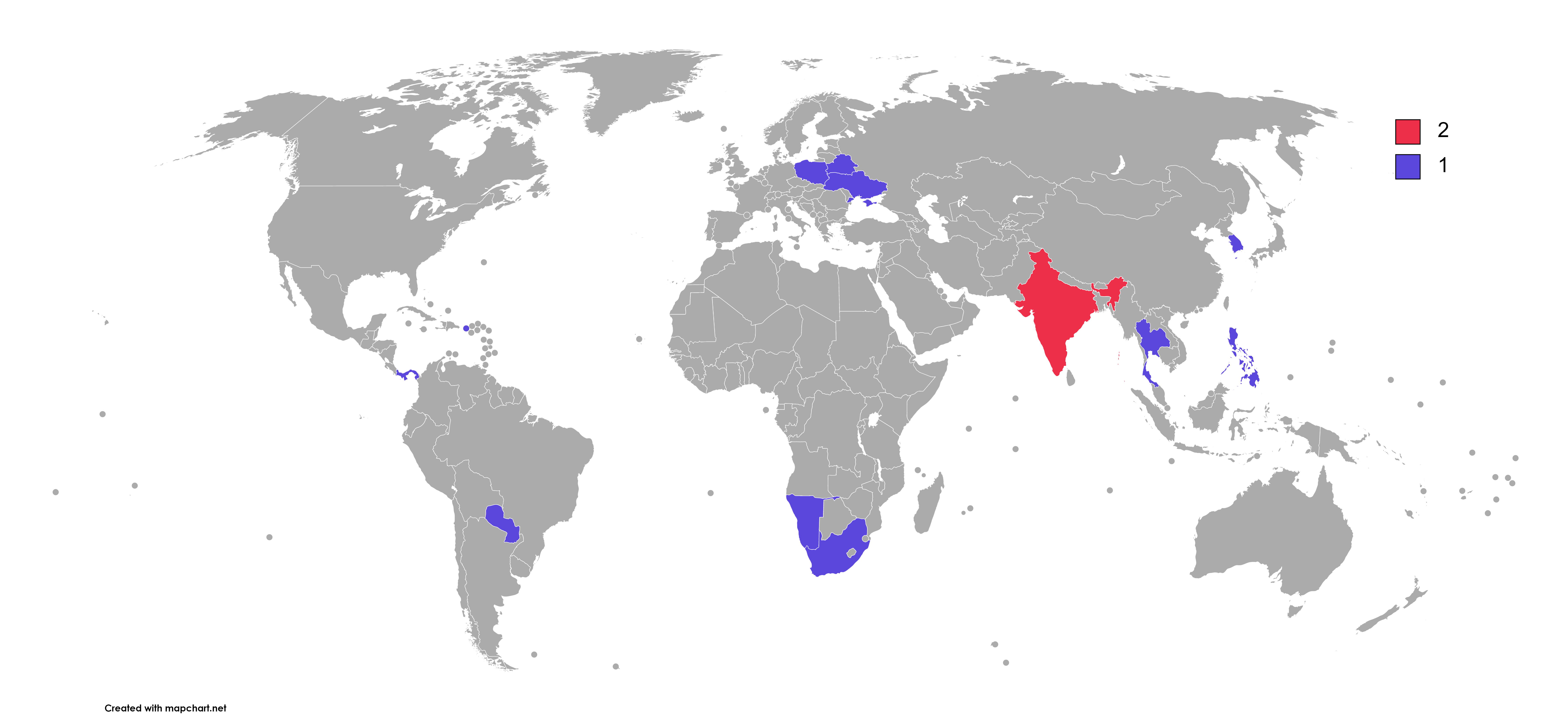
Các quốc gia và vũng lãnh thổ chiến thắng Hoa hậu Siêu quốc gia và số lần chiến thắng.

| Quốc gia/Lãnh thổ | Số lần | Năm        |
| ----------------- | ------ | ---------- |
| Ấn Độ             | 2      | 2014, 2016 |
| Brasil            | 1      | 2025       |
| Indonesia         | 1      | 2024       |
| Ecuador           | 1      | 2023       |
| Nam Phi           | 1      | 2022       |
| Namibia           | 1      | 2021       |
| Thái Lan          | 1      | 2019       |
| Puerto Rico       | 1      | 2018       |
| Hàn Quốc          | 1      | 2017       |
| Paraguay          | 1      | 2015       |
| Philippines       | 1      | 2013       |
| Belarus           | 1      | 2012       |
| Ba Lan            | 1      | 2011       |
| Panama            | 1      | 2010       |
| Ukraine           | 1      | 2009       |

## Danh sách đại diện Việt Nam
Chú thích
- Chiến thắng
- Á hậu
- Lọt vào chung kết hoặc bán kết

| Năm  | Nơi tổ chức                           | Đại diện                              | Tuổi                                  | Chiều cao                             | Quê quán                              | Danh hiệu quốc gia                      | Thứ hạng                              | Giải thưởng phụ |
| ---- | ------------------------------------- | ------------------------------------- | ------------------------------------- | ------------------------------------- | ------------------------------------- | --------------------------------------- | ------------------------------------- | --- |
| 2009 | Ba Lan                                | Chung Thục Quyên                      | 22                                    | 1,72 m (5 ft 7+1⁄2 in)                | Thành phố Hồ Chí Minh                 | Không                                   | Top 15                                | Best National Dress Miss Internet |
| 2011 | Ba Lan                                | Daniela Nguyễn Thu Mây                | 23                                    | 1,68 m (5 ft 6 in)                    | Praha                                 | Không                                   | Á hậu 3                               | Top 10 Miss Internet |
| 2012 | Ba Lan                                | Lại Hương Thảo                        | 21                                    | 1,68 m (5 ft 6 in)                    | Quảng Ninh                            | Hoa khôi Thể thao Việt Nam 2012         | Không                                 | Hoa hậu Siêu quốc gia Châu Á & Đại dương Top 12 Hoa hậu Tài năng Top 16 Trang phục truyền thống đẹp nhất Miss St. George Hospitality |
| 2015 | Ba Lan                                | Nguyễn Thị Lệ Quyên                   | 23                                    | 1,75 m (5 ft 9 in)                    | Bạc Liêu                              | Á khôi Áo dài Việt Nam 2014             | Không                                 | Truyền thông xã hội Top 3 Trang phục dạ hội đẹp nhất                                                                                 |
| 2016 | Ba Lan Slovakia                       | Dương Nguyễn Khả Trang                | 24                                    | 1,79 m (5 ft 10+1⁄2 in)               | Hà Giang                              | Giải Vàng Siêu mẫu Việt Nam 2015        | Top 25                                | Trang phục truyền thống đẹp nhất |
| 2017 | Ba Lan Slovakia                       | Nguyễn Đình Khánh Phương              | 22                                    | 1,68 m (5 ft 6 in)                    | Khánh Hòa                             | Á hậu Biển Việt Nam 2016                | Top 25                                | Hoa hậu qua mạng |
| 2018 | Ba Lan                                | Nguyễn Minh Tú                        | 27                                    | 1,78 m (5 ft 10 in)                   | Thành phố Hồ Chí Minh                 | Giải Bạc Siêu mẫu Việt Nam 2013         | Top 10                                | Hoa hậu Siêu quốc gia Châu Á Trang phục dạ hội đẹp nhất Top 10 Trang phục truyền thống đẹp nhất                                      |
| 2019 | Ba Lan                                | Nguyễn Thị Ngọc Châu                  | 25                                    | 1,74 m (5 ft 8+1⁄2 in)                | Tây Ninh                              | Quán quân Vietnam's Next Top Model 2016 | Top 10                                | Hoa hậu Siêu quốc gia Châu Á Winner - Supra Chat with Valeria Episode 2 Giải Nhì Hoa hậu Thanh lịch                                  |
| 2020 | Cuộc thi bị hủy vì dịch bệnh Covid-19 | Cuộc thi bị hủy vì dịch bệnh Covid-19 | Cuộc thi bị hủy vì dịch bệnh Covid-19 | Cuộc thi bị hủy vì dịch bệnh Covid-19 | Cuộc thi bị hủy vì dịch bệnh Covid-19 | Cuộc thi bị hủy vì dịch bệnh Covid-19   | Cuộc thi bị hủy vì dịch bệnh Covid-19 | Cuộc thi bị hủy vì dịch bệnh Covid-19                                                                                                |
| 2022 | Ba Lan                                | Nguyễn Huỳnh Kim Duyên                | 27                                    | 1,73 m (5 ft 8 in)                    | Cần Thơ                               | Á hậu Hoàn vũ Việt Nam 2019             | Á hậu 2                               | Supra Model of Asia Winner - Supra Chat Episode 5 Winner - Supra Chat Semi-final 2 Supra Chat Interview Winner                       |
| 2023 | Ba Lan                                | Đặng Thanh Ngân                       | 24                                    | 1,76 m (5 ft 9+1⁄2 in)                | Sóc Trăng                             | Á hậu Đại dương Việt Nam 2017           | Á hậu 4                               | Supra Fan-Vote Top 7 Miss Supra Influencer                                                                                           |
| 2024 | Ba Lan                                | Lydie Vũ Phương Ly                    | 31                                    | 1,76 m (5 ft 9+1⁄2 in)                | Thành phố Hồ Chí Minh                 | Không                                   | Không                                 | |
| 2025 | Ba Lan                                | Võ Cao Kỳ Duyên                       | 20                                    | 1,75 m (5 ft 9 in)                    | Hải Phòng                             | Hoa hậu Du lịch Việt Nam Toàn cầu 2024  |                                       | |

## Danh sách tham dự và kết quả
Chú thích: MS: Hoa hậu; R1, 2, 3, 4: Á hậu 1, 2, 3, 4; T10, 15, 20, 25,...: Top 10, 15, 20, 25,...; •: tham dự.
| Quốc gia              | 2009 (36) | 2010 (66) | 2011 (70) | 2012 (53) | 2013 (83) | 2014 (71) | 2015 (82) | 2016 (71) | 2017 (65) | 2018 (72) | 2019 (77) | 2021 (58) | 2022 (69) | 2023 (65) | Số lần tham dự |
| --------------------- | --------- | --------- | --------- | --------- | --------- | --------- | --------- | --------- | --------- | --------- | --------- | --------- | --------- | --------- | -------------- |
| Albania               | •         | T20       | •         | •         | •         | •         |           | •         |           | T25       | •         | •         | •         |           | 11             |
| Angola                |           |           |           |           |           | •         |           | •         | •         |           |           |           |           |           | 3              |
| Argentina             |           |           |           |           | •         | T20       |           | •         |           | •         | •         |           | •         |           | 6              |
| Armenia               |           | •         |           |           |           |           |           |           |           |           |           |           |           |           | 1              |
| Aruba                 |           |           |           |           |           |           | •         |           |           |           |           |           |           |           | 1              |
| Úc                    |           |           |           |           | T10       | T20       | T10       | T25       | T25       | T25       | •         |           |           |           | 7              |
| Azerbaijan            | •         |           |           |           | •         |           |           |           |           |           |           |           |           |           | 2              |
| Bahamas               | T15       | •         | •         |           |           |           |           |           |           |           |           | •         |           | •         | 5              |
| Barbados              |           |           |           |           |           |           |           |           |           |           | •         |           |           |           | 1              |
| Belarus               | R1        | •         | R1        | MS        | T10       | T20       | •         | T10       | •         | T25       | •         |           |           |           | 11             |
| Bỉ                    |           | T20       | •         | •         | •         | •         | T20       | •         | •         | •         | •         | T12       | •         | •         | 13             |
| Belize                |           |           |           | •         |           |           |           |           |           |           |           |           |           |           | 1              |
| Bolivia               |           | •         | •         | •         | •         | •         | •         | •         | T25       | •         | •         | •         | T24       | •         | 13             |
| Bonaire               |           |           | •         |           |           |           |           |           |           |           |           |           |           |           | 1              |
| Bosnia và Herzegovina |           |           |           | T20       |           |           |           |           |           |           |           |           |           |           | 1              |
| Botswana              |           |           |           |           |           |           |           |           |           |           |           |           |           | T24       | 1              |
| Brazil                | T15       | T20       | T20       | •         | T10       | •         | •         | T25       | T25       | T10       | •         | T24       | T24       | R2        | 14             |
| Bulgaria              | •         | •         | •         |           |           |           |           |           |           |           |           |           |           |           | 3              |
| Campuchia             |           |           |           |           |           |           |           |           |           |           |           |           | •         | •         | 2              |
| Cameroon              |           | •         |           |           | •         |           |           |           |           |           | T25       |           |           | •         | 4              |
| Canada                |           | •         | •         | T20       | T20       | T20       | R1        | •         | •         | •         | •         | •         | •         | •         | 13             |
| Quần đảo Cayman       |           |           |           |           |           |           |           |           |           |           |           |           |           | •         | 1              |
| Cape Verde            |           |           |           |           |           | •         |           |           | •         |           |           |           |           |           | 2              |
| Chile                 |           |           |           |           |           | T20       | •         | •         | •         |           | •         | •         | •         |           | 7              |
| Trung Quốc            | •         | •         |           |           | •         | •         | •         | •         | •         | •         |           | •         | •         |           | 10             |
| Colombia              |           | T20       | T20       |           | •         | T10       | R2        | •         | R1        | T25       | T10       | •         | T12       | T24       | 12             |
| Costa Rica            |           |           |           | T20       | •         | •         | •         | •         | T10       | •         | •         |           | •         | •         | 10             |
| Bờ Biển Ngà           |           |           |           |           | •         |           |           |           |           |           | •         |           | •         | •         | 4              |
| Croatia               | T15       | •         | •         |           |           |           | •         | •         | •         | •         | •         |           |           | •         | 9              |
| Cuba                  |           |           |           | •         |           |           |           |           |           |           |           |           | •         | •         | 3              |
| Curaçao               |           |           | •         |           |           |           | •         |           |           |           |           |           | •         | T24       | 4              |
| Síp                   | •         |           |           |           |           |           |           |           |           |           |           |           |           |           | 1              |
| Séc                   | •         | •         | T20       | R2        | •         | T10       | T20       | •         | •         | •         | T10       | T24       | T12       | •         | 14             |
| Đan Mạch              | •         | •         | •         | T10       | •         | •         | •         | •         |           | T25       |           |           | •         |           | 10             |
| Cộng hòa Dominica     | •         | •         | T20       | T20       | •         | •         | •         |           | •         | •         | T25       | R4        | •         | T12       | 13             |
| Ecuador               |           | •         | •         | R4        | •         | •         | •         | •         | •         | •         | •         | T24       | T24       | MS        | 13             |
| Ai Cập                |           |           | •         |           |           |           | •         | •         |           |           |           |           |           |           | 3              |
| El Salvador           |           |           | •         |           | •         | •         | •         | •         | •         | •         |           | T24       | •         | T24       | 10             |
| Anh                   | R4        | •         | •         | T20       | •         | •         | •         | •         |           | •         | •         | •         | •         |           | 12             |
| Guinea Xích Đạo       |           |           | •         |           | •         | •         | •         |           |           | T25       | •         |           |           |           | 6              |
| Estonia               |           | •         | •         | •         | •         | •         | •         |           |           |           |           |           |           |           | 6              |
| Ethiopia              |           |           | •         |           |           |           |           | •         | R3        |           | •         |           |           |           | 4              |
| Phần Lan              |           | T20       | •         |           | •         | •         |           |           | •         | •         | •         | •         | •         | •         | 10             |
| Pháp                  | •         | •         | T20       | T20       | •         | •         | •         | •         | •         | •         | •         | T24       | •         |           | 13             |
| Gabon                 |           |           |           | •         | T20       | R2        | •         |           |           |           |           |           |           |           | 4              |
| Gambia                |           | T20       |           |           |           |           |           |           |           |           |           |           |           |           | 1              |
| Georgia               |           | •         | •         | •         | •         |           | •         |           |           |           |           |           |           |           | 5              |
| Đức                   | •         | •         |           | •         | •         |           | •         | •         | •         |           | •         | •         | •         | •         | 11             |
| Ghana                 |           |           |           |           | •         |           | •         |           |           |           |           | •         | T24       | •         | 5              |
| Gibraltar             |           |           |           |           |           | •         | •         | •         | •         |           |           |           |           | T12       | 5              |
| Hy Lạp                | T15       | T20       | •         |           |           | •         |           |           |           | •         |           | •         | •         | •         | 8              |
| Guadeloupe            |           |           |           |           | •         | •         | •         | •         | •         | •         |           | •         |           |           | 7              |
| Guatemala             | •         | •         |           |           | •         |           |           |           |           | •         | T25       |           | T24       | •         | 7              |
| Guinea                |           | •         |           |           |           |           |           |           |           |           |           |           |           |           | 1              |
| Guyana                |           |           |           |           |           |           |           | •         |           |           |           | •         |           |           | 2              |
| Haiti                 |           | •         |           |           | •         |           |           | •         |           | •         | •         | T24       | •         | •         | 8              |
| Honduras              | R3        | T20       | •         | T20       | •         |           |           |           |           |           | •         |           |           |           | 6              |
| Hồng Kông             |           |           | •         |           | •         |           | •         |           |           |           |           |           | T24       |           | 5              |
| Hungary               |           | •         | T20       | •         | •         | •         | •         | R4        |           | •         | •         |           |           |           | 9              |
| Iceland               |           | •         | T20       | T10       | •         | •         | R3        |           |           |           | T25       | •         | •         | •         | 10             |
| Ấn Độ                 |           |           | T20       | •         | T10       | MS        | T10       | MS        | T25       | T25       | T25       | T12       | T12       | T12       | 12             |
| Indonesia             |           |           |           |           | R3        | •         | •         | T10       | T25       | R3        | R2        | T12       | R3        | T24       | 10             |
| Iraq                  |           | •         |           |           | •         |           |           |           |           |           |           |           |           |           | 2              |
| Ireland               |           | •         |           |           |           | •         | •         |           |           |           | T25       | •         | •         |           | 6              |
| Israel                |           |           | •         | •         |           |           | •         |           |           |           |           |           |           |           | 3              |
| Ý                     |           | •         |           |           | •         | •         | •         |           | T25       | •         |           |           |           |           | 6              |
| Jamaica               |           |           |           |           | •         |           | T20       | •         | T25       | •         | •         | •         | T24       | •         | 9              |
| Nhật Bản              |           | •         |           |           |           | •         | T20       | T25       | T25       | •         | •         | T24       | •         | •         | 10             |
| Kazakhstan            | T15       |           |           |           |           |           |           |           | •         |           |           |           | •         |           | 3              |
| Kenya                 |           |           |           |           |           | •         | T20       |           | •         | •         | •         | T24       | T12       | •         | 8              |
| Hàn Quốc              |           | T20       |           |           |           | •         |           | •         | MS        | •         | •         | •         |           | •         | 8              |
| Kosovo                | •         | •         | •         | •         | •         |           |           | •         |           |           |           |           |           |           | 6              |
| Kyrgyzstan            |           |           |           |           |           |           |           |           |           |           |           |           | •         |           | 1              |
| Lào                   |           |           |           |           |           |           |           |           |           | •         | •         |           | •         |           | 3              |
| Latvia                | •         | •         | T20       |           | T20       |           | •         |           |           |           |           |           |           |           | 5              |
| Liban                 |           |           | T20       |           |           | •         |           |           |           | •         |           |           |           |           | 3              |
| Lesotho               |           |           |           |           |           |           |           |           |           |           |           |           | •         |           | 1              |
| Lithuania             | •         | T20       | •         | •         |           |           | •         |           |           |           | •         |           |           |           | 6              |
| Luxembourg            |           |           |           |           | T20       | •         | •         |           |           |           |           |           |           |           | 3              |
| Ma Cao                |           |           |           |           | •         |           | •         | •         |           |           | •         |           |           |           | 4              |
| Malaysia              |           |           |           |           | •         | •         | T10       | •         |           | T25       |           |           | T24       | T24       | 7              |
| Mali                  |           | •         |           |           |           |           |           |           |           |           |           |           |           |           | 1              |
| Malta                 |           |           |           |           |           |           | •         | •         | •         | •         | •         | •         | •         |           | 7              |
| Martinique            |           |           |           |           | •         |           |           |           |           |           |           |           |           |           | 1              |
| Mauritius             |           |           |           |           |           | •         | •         | T25       |           | T25       | •         |           | T12       | •         | 7              |
| Mexico                |           | •         |           |           | R1        | •         | R4        | T25       | T25       | R4        | T25       | •         | •         | T12       | 11             |
| Moldova               | T15       | •         | •         |           | •         |           |           |           |           | •         |           |           |           |           | 5              |
| Mông Cổ               |           |           |           |           |           | •         |           | •         |           |           |           |           |           |           | 2              |
| Montenegro            |           |           |           | •         |           |           |           |           |           | •         |           |           |           |           | 2              |
| Maroc                 |           |           |           |           |           | •         | •         |           |           |           |           |           |           |           | 2              |
| Mozambique            |           |           |           |           |           |           |           |           |           |           |           |           |           | •         | 1              |
| Myanmar               |           |           |           |           | T20       | T10       | T20       | T10       | •         | T25       | •         |           |           |           | 7              |
| Namibia               |           |           | •         | •         |           |           |           |           | •         | •         | R1        | MS        | T24       | •         | 8              |
| Nepal                 |           |           |           |           |           |           |           | •         |           | •         | •         | •         | •         | •         | 6              |
| Hà Lan                |           | •         | •         |           | •         | •         | •         | T25       | •         | T25       | T25       | T12       | •         | T12       | 12             |
| New Zealand           |           | •         | •         |           | •         | •         | •         |           |           | •         | T25       |           |           |           | 7              |
| Nicaragua             |           |           |           |           | •         |           |           |           |           |           |           |           |           | •         | 2              |
| Nigeria               |           | •         | •         | •         | •         |           | •         | •         |           | T25       | •         | •         | •         | •         | 11             |
| Bắc Ireland           | •         |           | •         | •         | •         | •         | •         |           |           |           | •         |           |           |           | 7              |
| Bắc Macedonia         |           | •         | •         | •         |           |           |           |           |           |           |           |           |           |           | 3              |
| Na Uy                 |           |           |           | •         | •         | •         | •         |           | •         |           |           | •         |           |           | 6              |
| Pakistan              |           |           |           |           |           |           |           |           |           | T25       |           |           |           |           | 1              |
| Panamá                | •         | MS        | T20       | T10       | •         | •         | T10       | T25       | •         | •         | T10       | T24       | •         | •         | 14             |
| Paraguay              |           | •         |           |           |           |           | MS        | T25       | •         | •         | •         | •         | •         | •         | 9              |
| Perú                  | T15       | R3        | •         |           |           | •         | •         | •         | T25       |           | R3        | T24       | T12       | T12       | 11             |
| Philippines           |           |           | •         | R3        | MS        | T20       | T20       | T25       | T10       | T10       | T25       | T12       | T24       | R1        | 12             |
| Ba Lan                | R2        | T20       | MS        | T20       | T10       | R4        | T20       | T10       | T10       | R2        | T25       | T12       | T12       | T24       | 14             |
| Bồ Đào Nha            |           | T20       | •         | •         | •         | •         | •         | •         | T10       | •         | •         | •         | •         | •         | 13             |
| Puerto Rico           |           | •         | R2        | T10       | T20       | T10       | •         | •         | R4        | MS        | T25       | R1        | •         | T12       | 13             |
| Réunion               |           |           |           |           | •         |           |           |           |           |           |           |           |           |           | 1              |
| Romania               | •         | T20       | •         | •         | •         | T20       | •         | T25       | R2        | T10       | •         | T12       | T24       | •         | 14             |
| Nga                   | •         | T20       | •         |           | T20       |           | •         | T25       | •         | T25       | •         | •         |           |           | 10             |
| Rwanda                |           |           | •         | •         | •         | •         | T20       | T25       | •         | •         | •         | •         |           |           | 10             |
| São Tomé và Príncipe  |           |           |           |           |           | •         |           |           | •         |           |           |           |           |           | 2              |
| Scotland              | •         | •         |           | •         |           | •         | •         | •         | •         |           | •         |           |           |           | 8              |
| Serbia                |           | •         | •         | •         | •         |           |           |           | T25       |           |           |           |           |           | 5              |
| Sierra Leone          |           |           |           |           | •         |           |           |           |           |           | •         | •         |           |           | 3              |
| Singapore             |           |           | •         |           |           |           | •         | •         | •         | •         | T25       |           | •         |           | 7              |
| Slovakia              | T15       | •         | •         |           | •         |           | T10       | T10       | •         | T25       | •         | •         | •         | •         | 12             |
| Slovenia              | •         | R2        | T20       | •         |           | •         |           |           |           | •         |           |           |           |           | 6              |
| Nam Phi               |           |           | T20       | T20       | •         |           |           | •         | •         | •         | •         | R2        | MS        | T24       | 10             |
| Nam Sudan             |           |           |           |           |           |           |           |           | T25       |           |           | •         |           |           | 2              |
| Tây Ban Nha           |           | •         |           | T20       | •         | T10       | •         | •         | •         | •         | •         | •         | •         | T24       | 12             |
| Sri Lanka             |           |           |           |           | •         |           |           | R3        |           |           | •         |           |           |           | 3              |
| Suriname              |           |           | •         | T10       | •         | •         | •         | R2        | •         | •         | •         | •         |           |           | 10             |
| Thụy Điển             |           | •         | •         | •         | •         | T20       | •         | •         |           | •         |           | •         |           |           | 9              |
| Thụy Sĩ               |           |           |           |           | •         | T20       | •         | •         | •         | •         |           |           |           |           | 6              |
| Tahiti                |           |           | T20       |           |           |           |           |           |           |           |           |           |           |           | 1              |
| Đài Loan              | T15       | •         |           |           |           |           | •         |           |           |           |           |           |           |           | 3              |
| Thái Lan              |           | R4        | •         | R1        | T20       | R1        | •         | •         | T10       | •         | MS        | T24       | R1        | T24       | 13             |
| Togo                  |           |           | •         |           | •         |           |           |           |           | •         |           |           |           | •         | 4              |
| Trinidad và Tobago    |           |           |           |           |           | T20       | •         | •         |           |           | T25       | T24       | T24       | •         | 7              |
| Thổ Nhĩ Kỳ            |           | •         | •         | •         | R2        | •         | •         | •         | •         | •         | •         |           | •         | •         | 12             |
| Ukraine               | MS        | •         | T20       |           | T20       | •         | •         | T25       |           | T25       | •         |           | •         | •         | 11             |
| Anh Quốc              |           |           |           |           |           |           |           |           |           |           |           |           |           | R3        | 1              |
| Hoa Kỳ                |           |           | R4        | •         | •         | R3        | T20       | •         | •         | R1        | T10       | •         | •         | •         | 12             |
| Uruguay               |           |           |           |           | •         |           |           |           |           |           |           |           |           | •         | 2              |
| Quần đảo Virgin (Mỹ)  |           |           | •         |           | R4        |           |           |           |           |           | •         |           |           |           | 3              |
| Venezuela             | •         | T20       | •         | •         | T20       | •         | •         | R2        | •         | T10       | R4        | R3        | R4        | T24       | 14             |
| Việt Nam              | T15       |           | R3        | •         |           |           | •         | T25       | T25       | T10       | T10       |           | R2        | R4        | 10             |
| Wales                 |           | •         | •         | •         | •         | •         | •         | •         | T25       |           | •         |           |           |           | 9              |
| Zambia                |           |           |           |           |           |           |           |           |           |           | •         |           | •         | •         | 3              |
| Zimbabwe              |           |           | •         |           | •         |           |           |           | •         |           |           |           | •         | T24       | 5              |

## Danh sách Á hậu
| Năm  | Á hậu Siêu quốc gia               | Á hậu Siêu quốc gia               | Á hậu Siêu quốc gia                    | Á hậu Siêu quốc gia                    |
| Năm  | Á hậu 1                           | Á hậu 2                           | Á hậu 3                                | Á hậu 4                                |
| ---- | --------------------------------- | --------------------------------- | -------------------------------------- | -------------------------------------- |
| 2009 | Belarus · Marina Lepesha          | Ba Lan · Klaudia Ungerman         | Honduras · Ruth Aleman                 | Anh · Amanda Ball                      |
| 2010 | Cộng hòa Séc · Hana Verna         | Slovenia · Sandra Marinovic       | Peru · Claudia Villafuerte             | Thái Lan · Maythavee Burapasing        |
| 2011 | Belarus · Lyudmila Yakimovich     | Puerto Rico · Valery Velez        | Việt Nam · Daniela Nguyễn Thu Mây      | Hoa Kỳ · Krystelle Khoury              |
| 2012 | Thái Lan · Nanthawan Wannachutha  | Cộng hòa Séc · Michaela Dihlova   | Philippines · Elaine Kay Moll          | Ecuador · Sulay Castillo               |
| 2013 | Mexico · Jacqueline Morales       | Thổ Nhĩ Kỳ · Leyla Köse           | Indonesia · Cok Istri Krisnanda Widani | Quần đảo Virgin (Mỹ) · Esonica Veira   |
| 2014 | Thái Lan · Parapadsorn Disdamrong | Gabon · Maggaly Nguema            | Hoa Kỳ · Allyn Rose                    | Ba Lan · Katarzyna Krzeszowska         |
| 2015 | Canada · Siera Bearchell          | Colombia · Mónica Castaño Agudelo | Iceland · Tanja Ýr Ástthórsdóttir      | Mexico · Karina Martín                 |
| 2016 | Venezuela · Valeria Vespoli       | Suriname · Jaleesa Pigot          | Sri Lanka · Ornella Guneseker          | Hungary · Korinna Kocsis               |
| 2017 | Colombia · Martha Martínez        | Romania · Bianca Tirsin           | Ethiopia · Bitaniya Yosef Mohammed     | Puerto Rico · Larissa Santiago Escaso  |
| 2018 | Hoa Kỳ · Katrina Jayne Dimaranan  | Ba Lan · Magdalena Bienkowska     | Indonesia · Wilda Octaviana Situngkir  | Mexico · Diana Romero                  |
| 2019 | Namibia · Yana Haenisch           | Indonesia · Jesica Fitri Ana      | Peru · Janick Maceta                   | Venezuela · Gabriela de la Cruz        |
| 2021 | Puerto Rico · Karla Guilfu        | Nam Phi · Thato Mosehle           | Venezuela · Valentina Sánchez          | Cộng hòa Dominican · Eoanna Constanza  |
| 2022 | Thái Lan · Praewwanich Ruangthong | Việt Nam · Nguyễn Huỳnh Kim Duyên | Indonesia · Adinda Cresheilla          | Venezuela · Ismelys Velásquez          |
| 2023 | Philippines · Pauline Amelinckx   | Brazil · Sancler Frant            | Anh Quốc · Emma Rose Collingridge      | Việt Nam · Đặng Thanh Ngân             |
| 2024 | Hoa Kỳ · Jenna Dykstra            | Séc · Justýna Zedníková           | Brazil · Isadora Murta                 | Curaçao · Chanelle de Lau              |
| 2025 | Đức · Anna Valencia Lakrini       | Curaçao · Quishantely Leito       | Philippines · Tarah Valencia           | Puerto Rico · Valerie Klepadlo Ramirez |